# اچ‌ام‌اس اونجر (اف۱۸۵)
اچ‌ام‌اس اونجر (اف۱۸۵) (به انگلیسی: HMS Avenger (F185)) یک کشتی است که طول آن ۳۸۴ فوت (۱۱۷ متر) می‌باشد. این کشتی در سال ۱۹۷۵ ساخته شد.